# Acosmium lentiscifolium
Acosmium lentiscifolium är en ärtväxtart som beskrevs av Heinrich Wilhelm Schott. Acosmium lentiscifolium ingår i släktet Acosmium och familjen ärtväxter. Inga underarter finns listade i Catalogue of Life.

## Bildgalleri